# Ruspolia seticalyx
Ruspolia seticalyx là một loài thực vật có hoa trong họ Ô rô. Loài này được (C.B. Clarke) Milne-Redh. miêu tả khoa học đầu tiên năm 1936.

## Hình ảnh

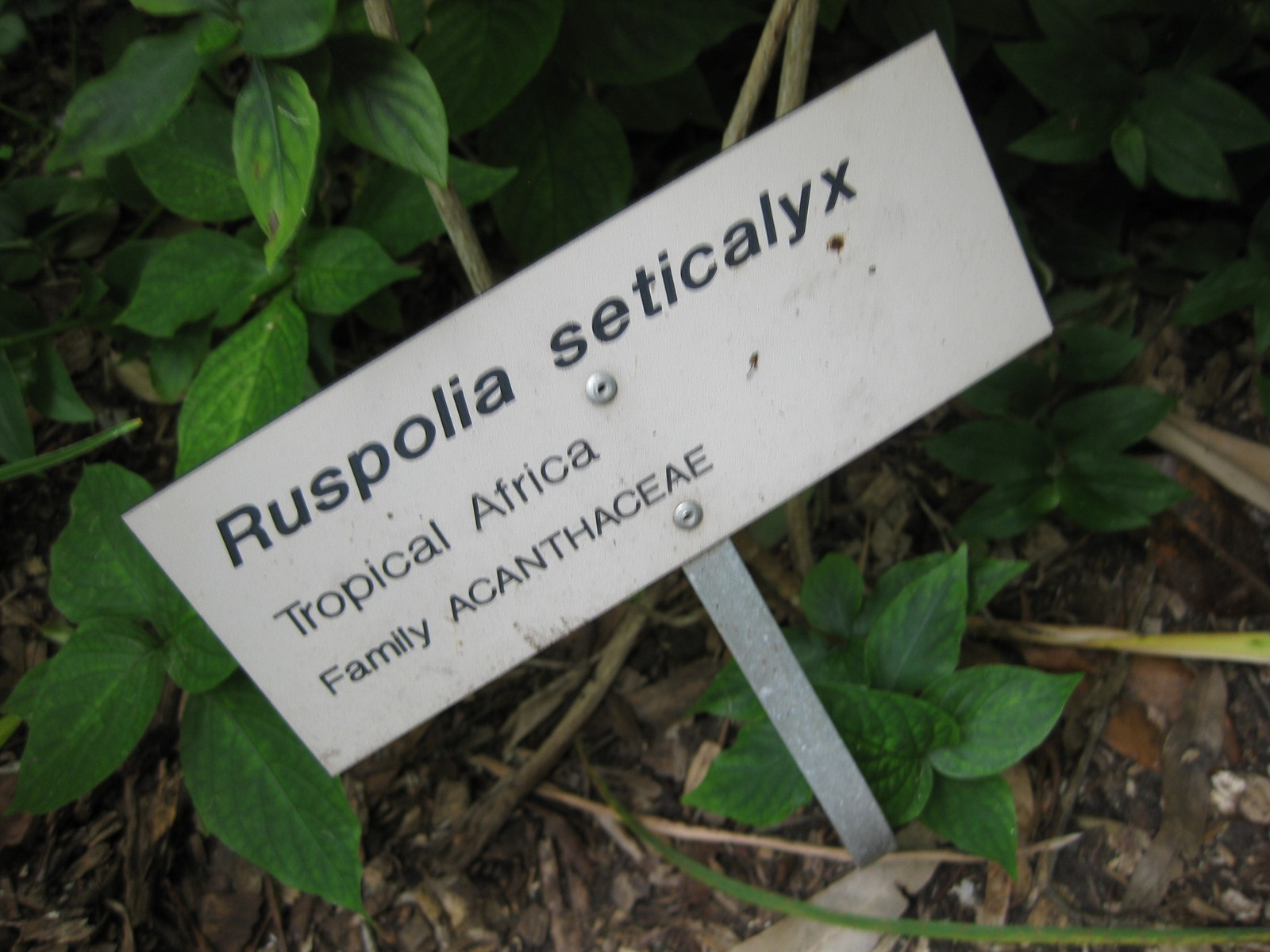
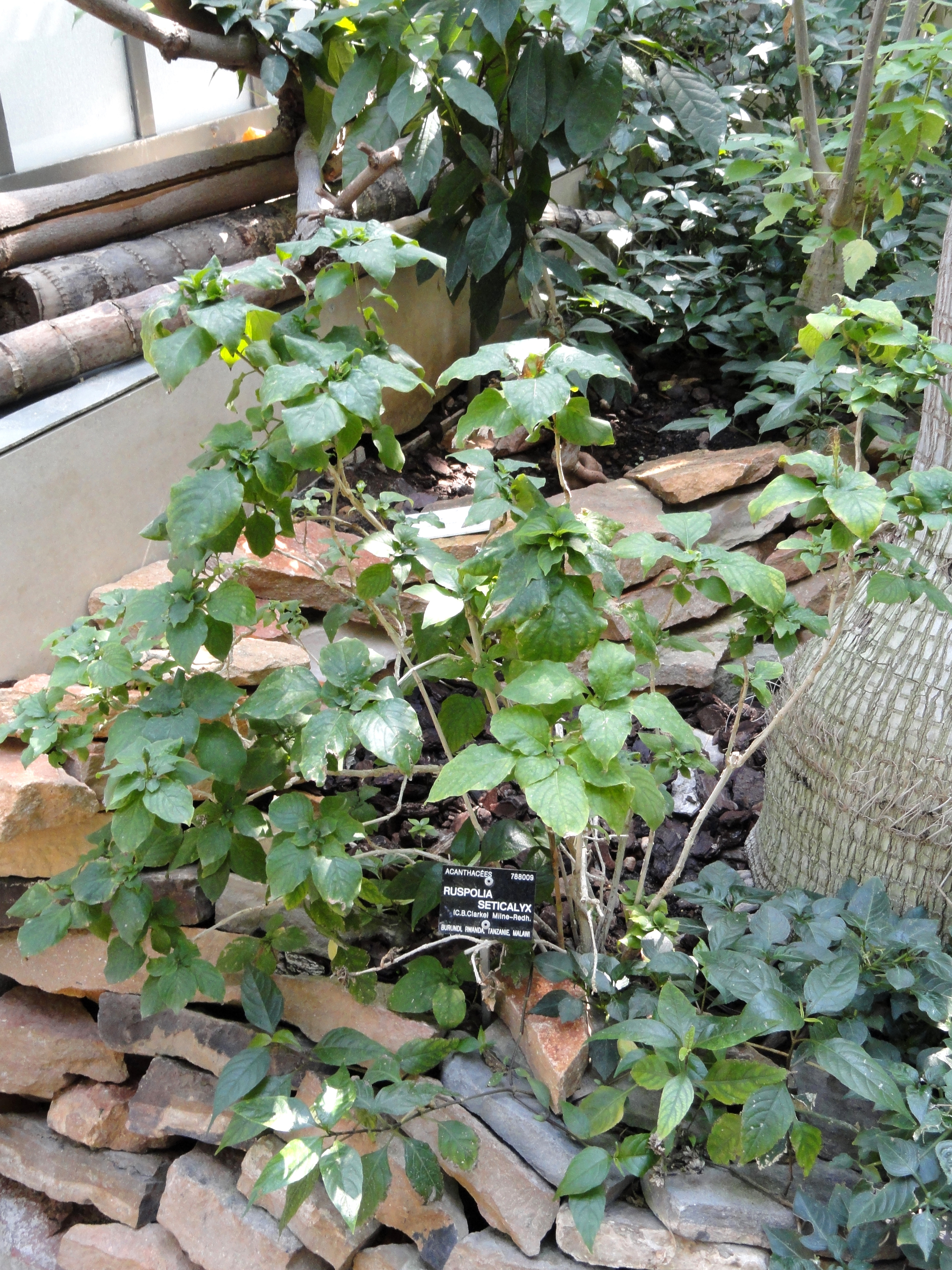
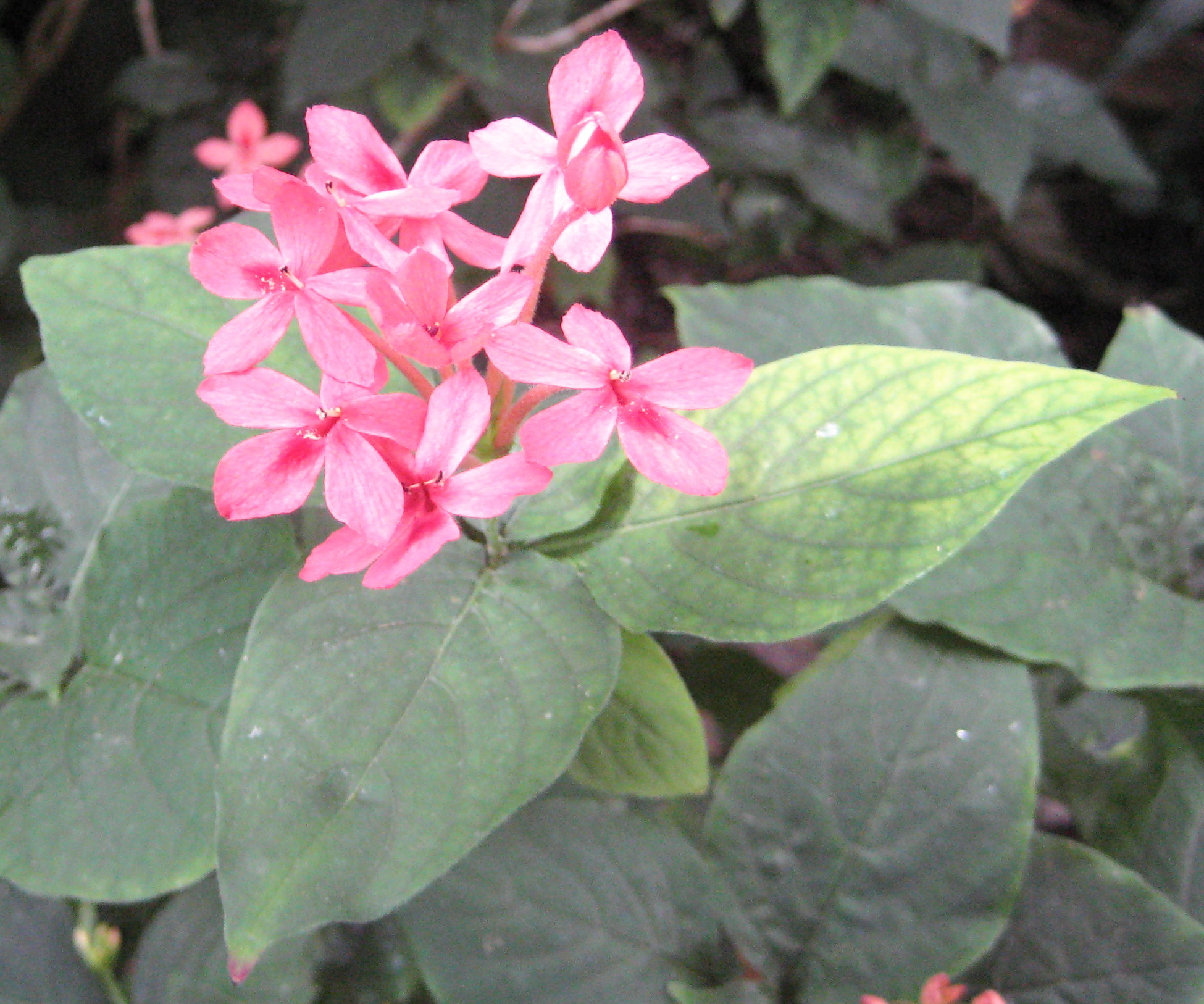
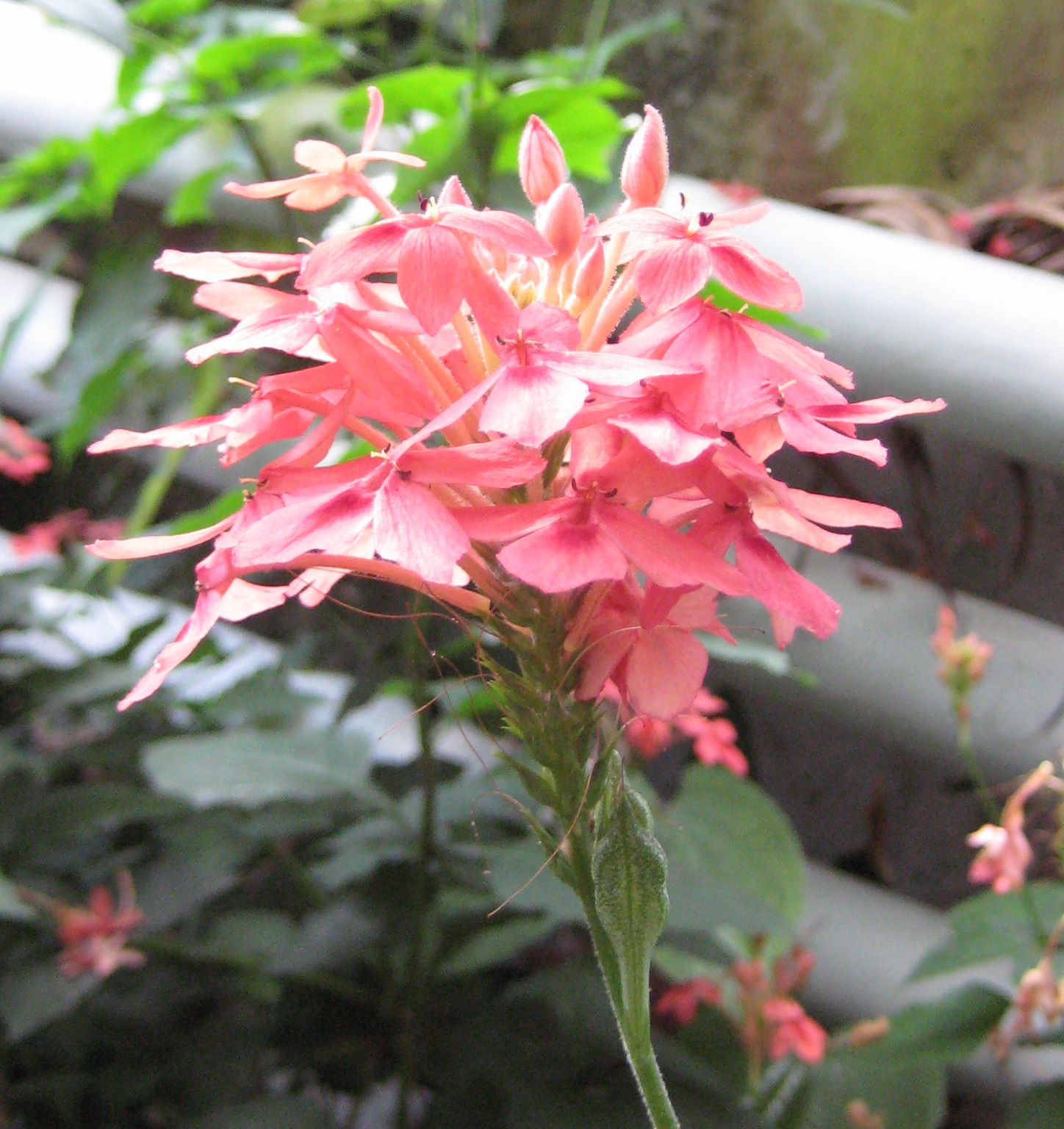